# Ludwik III de Bourbon-Condé
Ludwik III de Bourbon-Condé (ur. 10 listopada 1668, zm. 4 marca 1710) – szósty książę de Condé przez krótki okres, po śmierci jego ojca - Henryka Juliusza, księcia de Condé w 1709. Przez większą część swojego życia nazywany był księciem de Bourbon.
W 1685, Ludwik poślubił Ludwikę Franciszkę, pannę de Nantes (1673–1743), córkę króla Francji - Ludwika XIV i jego metresy - Markizy de Montespan. Pan młody miał 17 lat i wtedy znany był jako Monsieur le Duc - jego żona została Madame la Duchesse. Ludwik i Ludwika Franciszka mieli ośmioro dzieci:
- Ludwika Henryka, księcia de Condé (1692–1740),
- Ludwikę Elżbietę (1693–1775), żonę Ludwika Armanda, księcia de Conti,
- Marię Annę, pannę de Clermont (1697–1741), sekretną żonę (ślub odbył się wbrew woli jej starszego brata) Ludwika de Melun, diuka de Joyeuse,
- Ludwikę Annę, pannę de Sens, następnie de Charolais (1695–1758),
- Karola, hrabiego de Charolais (1700–1760),
- Elżbietę Aleksandrynę, pannę de Gex (1701–1765),
- Henriettę Ludwikę, pannę de Vermandois, przełożoną zakonu w Beaumont-les-Tours (1703–1772),
- Ludwika, hrabiego de Clermont-en-Beauvaisis (1709–1771).

W wieku 5 lat był niezwykle niski, a jego siostry były tak bardzo szczupłe, że nazywano je zamiast księżniczkami krwi - laleczkami krwi. Sam Ludwik miał podobno nienormalnie dużą głowę, a jego cera miała niezdrowy kolor żółto-pomarańczowy. Jego zaletą było staranne, jak na tamte czasy, wykształcenie Ludwik był również człowiekiem bardzo inteligentnym.
Ludwik III był księciem de Condé krócej niż rok i zmarł w 1710, w wieku 42 lat.